# Dècada del 510
La dècada del 510 comprèn el període que va des de l'1 de gener del 510 fins al 31 de desembre del 519.

## Esdeveniments
- 512 - Primers textos escrits en alfabet àrab registrats a Zabad (Siria)[1]
- 512 - L'emperador Anastasi I acaba un període de política eclèctica moderada i comença a afavorir fortament les seves pròpies creences monofisistes.[2]
- Auge dels saxons
- 519 - Aldarulls contra els jueus a Ravenna.[3]

## Personatges destacats
- Boeci
- Damasci, Darrer director de lescola d’Atenes, clausurada per Justinià.[4]